# Війна за австрійську спадщину (1246—1278)
Війна за австрійську спадщину — серія воєнних конфліктів між європейськими монаршими домами за володіння Австрією (Австрійським і Штирійським герцогствами) у 1246—1278 роках. Почалася внаслідок загибелі австрійського герцога Фрідріха ІІ, останнього представника Бабенберзького дому по чоловічій лінії (1246). Згідно з «Privilegium Minus» претендентами на австрійський престол були Маргарита, сестра покійного герцога, та Гертруда, його племінниця. Боротьба супроводжувалась політичним і військовим втручанням сусідів — Священної Римської (Штауфи, Габсбурги), Баварії (Віттельсбахи), Богемії (Пржемисловичі), Угорщини (Арпади), Русі (Романовичі), а також Святого Престолу. Завдяки шлюбам і родинним зв'язкам із Гертрудою або Маргаритою австрійський трон поперемінно займали богемський королевич Володислав (1246—1247), імператор Фрідріх ІІ (1247—1248), баденський маркграф Герман VI (1248—1250), богемський король Оттокар ІІ (1251—1252, 1254—1276), руський князь Роман (1252—1253). Після смерті Маргарити (1266), дружини Оттокара ІІ, Гертруду було вигнано з Австрії; її сина стратили, а доньки відмовилися від спадку. 1278 року імператор Рудольф I з Габсбурзького дому розбив Оттокара ІІ на Моравському полі й відібрав Австрію та Штирію. Відтоді представники Габсбургів правили австрійськими землями впродовж шести століть. Також — Війна за Бабенберзьку спадщину, Австрійське міжкоролів'я тощо.

## Перебіг
- 1246: Битва на Лейті; загибель австрійського герцога Фрідріха ІІ.
- 1246: богемський король Вацлав I одружив Гертруду зі своїм сином Володиславом, проголосивши їх австрійським герцогом і герцогинею.
- 3 січня 1247: Володислав помер від хвороби.
- 1247: імператор Священної Римської імперії Фрідріх ІІ проголошує Австрію вигаслим леном, звинувачує Богемію у порушенні «Privilegium Minus»; імперські війська займають Відень, а Гертруда тікає до угорського короля Бели IV.
- 1247: папа Іннокентій IV обіцяє поміч Гертруді, якщо вона вийде заміж за баденського маркграфа Германа VI.
- 1248: Гертруда виходить заміж за Германа VI, після чого Святий Престол визнає його новим герцогом Австрії. Від нього вона народжує доньку Агнесу і сина Фрідріха.
- 1250: Герман VI помрає від хвороби; знову починається боротьба за австрійський престол.
- 1251: Гертруда звертається до Іннокентія IV за допомогоюю Той пропонує їй вийти заміж за Флоріса Воогдського, але вона відмовляється.
- 1251: богемський королевич Оттокар ІІ, брат покійного Володислава, заявляє претензії на Австрію, захоплює Відень і змушує австрійських баронів визнати його австрійським герцогом.
- 11 лютого 1252: Оттокар ІІ одружується на Маргариті, сестрі австрійського герцога Фрідріха ІІ й тітці Гертруди. Святий Престол санкціонує шлюб.
- 1252: Гертруда знову просить допомоги в угорського короля Бели IV. Той звертається до союзника, руського князя Данила.
- весна, 1252: у Гімбергу Гертруда виходить заміж за Романа, сина короля Данила; той заявляє свої претензії на австрійську корону і кидає виклик Оттокару ІІ. Гертруда народжує від Романа доньку Марію.
- 1253: коаліція Угорщини, Русі, Польщі, Баварії та половців атакують Богемію та землі Оттокара ІІ. Угорсько-половецькі війська спустошують Моравію, а русько-польські — Сілезію (здобувають Опаву). Проте австрійсько-богемські сили Оттокара ІІ відбивають наступ баварців у Австрії й беруть в облогу Гімберг, резиденцію Романа і Гертруди.
- 1253: Бела IV відмовляється допомогти Роману, а Оттокар пропонує йому поділити Австрію. Роман непогоджується і тікає на Русь, кидаючи Гертруду в Гімбергу.
- 1254: Отокар ІІ захистив свої права на Австрію і уклав із Белою IV мир: Австрія дістається богемцям, Штирія — угорцям. Шлюб Романа і Гертруди анульовано. Сама Гертруда перебирається до Штирії, де отримує щорічне утримання на 400 марок срібла.
- 1260: Штирія повстала проти Бели IV. Оттокар ІІ підтримав повстанців і приєднав Штирію.
- 1261: Оттокар ІІ розлучився із Маргаритою.
- 1266: Маргарита померла від хвороби.
- 1267: Оттокар ІІ вигнав Гертруду зі Штирії; вона оселилася в каринтійського герцога Ульріха ІІІ, чоловіка її доньки Агнеси.
- 1268: Фрідріха, сина Гертруди, страчено в Неаполі.
- 1268: Ульріх ІІІ помер. Оттокар ІІ приєднав його володіння і знову вигнав Гертруду. Вона прийняла черенецтво у монастирі кларисок в Мейсені.
- 1278: імператор Рудольф I Габсбург розбив війська Оттокара ІІ на Моравському полі; він приєднав Австрійське герцогство й став новим герцогом Австрійським.
- 1279: Агнеса, донька Гертруди відмовилася від своїх претензій на Австрію.
- 11 грудня 1282: Альбрехт I, син Рудольфа І, проголошений герцогом Австрійським. Відтоді Австрія стає спадковим леном Габсбурзького дому.